# Böttcherstraße 10 (Stralsund)
Das Gebäude mit der postalischen Adresse Böttcherstraße 10 ist ein denkmalgeschütztes Bauwerk in der Böttcherstraße in Stralsund.

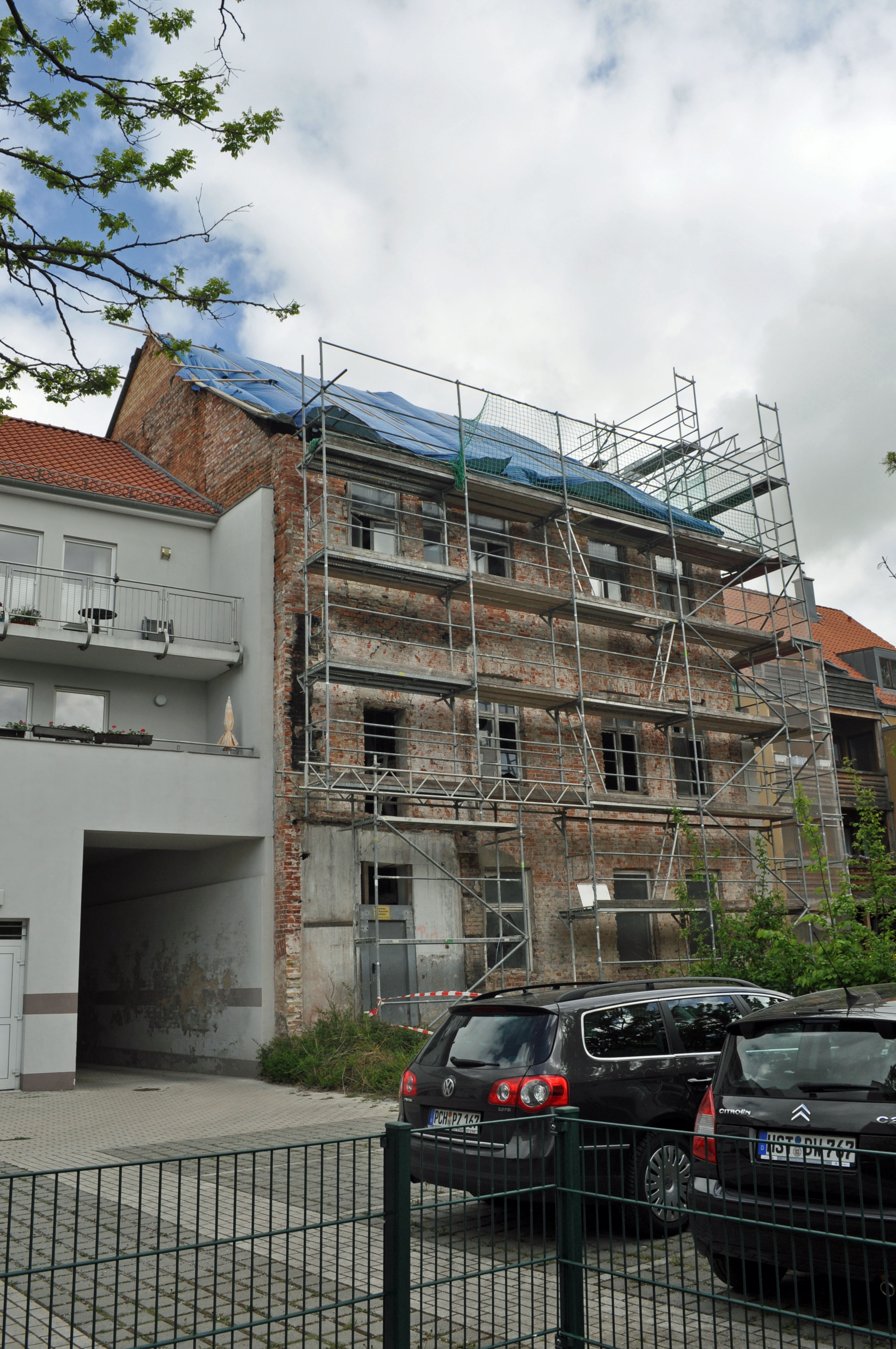
Hofseite des Hauses Böttcherstraße 10 in Stralsund (2012)

## Geschichte, Beschreibung, Nutzung
Der dreigeschossige, traufständige Putzbau wurde in der Mitte des 19. Jahrhunderts errichtet.
Die Fassade ist im Stil des Spätklassizismus gestaltet. Die Fensterstürze im ersten Obergeschoss sind mit rankenförmiger Stuckornamentik verziert.
Das Haus steht im Kerngebiet des von der UNESCO als Weltkulturerbe anerkannten Stadtgebietes des Kulturgutes Historische Altstädte Stralsund und Wismar. In die Liste der Baudenkmale in Stralsund ist es mit der Nr. 117 eingetragen.